# Вон-Гунъёган
Вон-Гунъёган (устар. Вон-Гун-Ёган) — река в России, протекает по Ханты-Мансийскому АО. Впадает в Аган слева. Длина реки составляет 129 км, площадь водосборного бассейна 975 км². Течёт с юго-востока на северо-запад.
Вблизи устья в Вон-Гунъёган справа впадает река Сартъёган.

## Данные водного реестра
По данным государственного водного реестра России относится к Верхнеобскому бассейновому округу, водохозяйственный участок реки — Обь от впадения реки Вах до города Нефтеюганск, речной подбассейн реки — Обь ниже Ваха до впадения Иртыша. Речной бассейн реки — (Верхняя) Обь до впадения Иртыша.
Код объекта в государственном водном реестре — 13011100112115200044345.